# Миргородская свинья

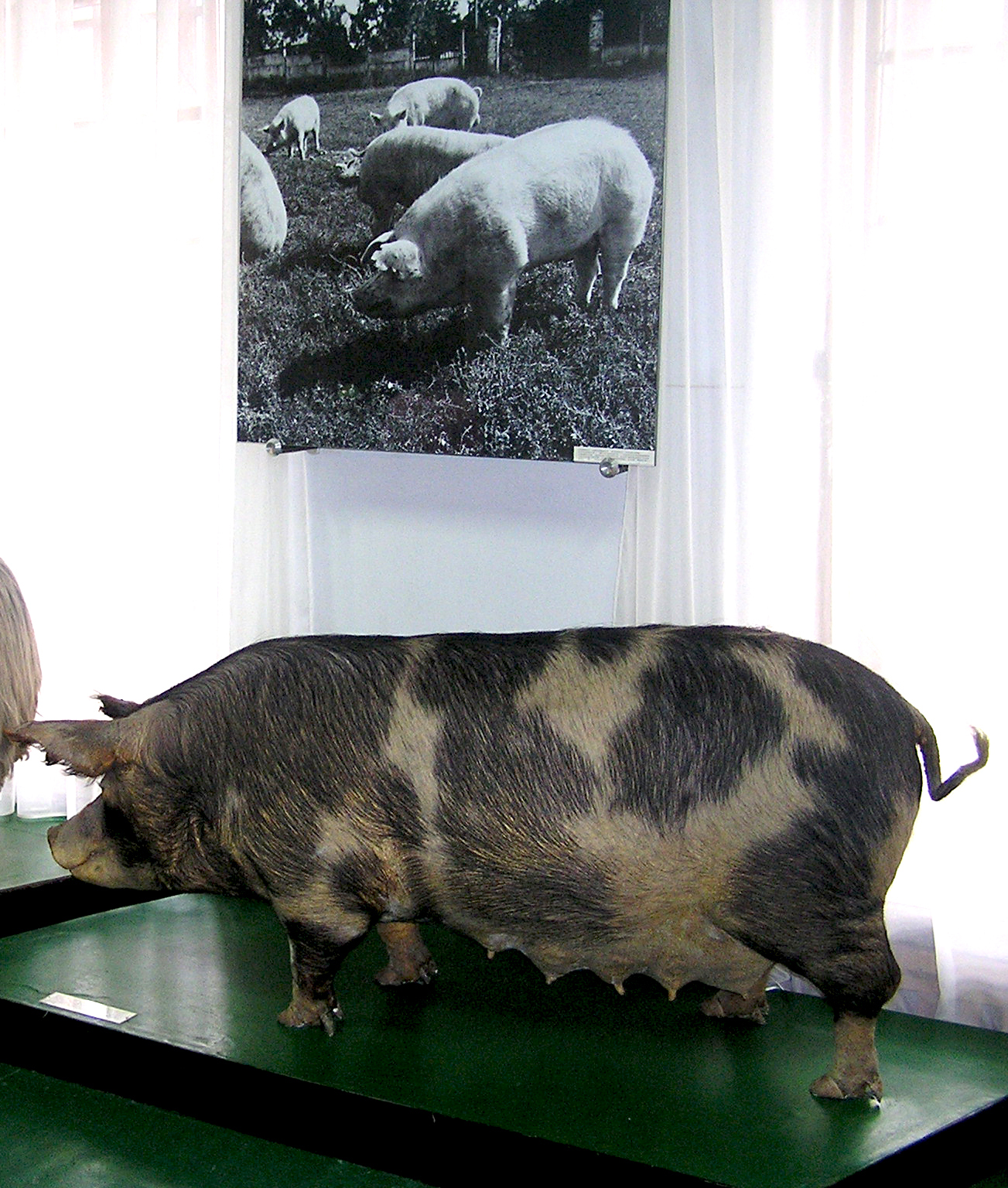
Чучело свиньи миргородской породы в Полтавском краеведческом музее

Миргородская порода свиней — порода свиней мясо-сального направления продуктивности. Миргородская порода свиней выведена в Полтавской области путём скрещивания местных украинских короткоухих свиней пёстрой масти народной селекции с хряками беркширской, средней и крупной белой и породы темворс. Признана отдельной породой в 1940 году.

## Происхождение
Чёрно-пёстрая масть миргородской породы (ещё одно название Миргородская рябая) — результат скрещивания европейских свиней (преимущественно белых) с бурыми средне- и длинноволосыми свиньями украинской народной селекции. Селекционные работы начаты в 1890-х годах по инициативе Полтавского сельскохозяйственного общества. Помещики, наладившие экспорт бекона полтавских свиней в Европу, столкнулись с низкой продуктивностью свиноводства в крестьянских хозяйствах. Из-за выпасного характера выращивания, низкой плодовитости и медленного роста свиньи народной селекции не подходили для промышленного разведения. Началось скрещивание украинских бурых свиней с хряками йоркширской породы. Селекционная работа под методическим руководством профессора А. Ф. Бондаренко во Всесоюзном научно-исследовательском институте свиноводства в Полтаве завершилась в 1940 году созданием породы.

## Описание
Миргородская порода свиней характеризуются чёрно-пёстрой мастью, крепкой конституцией, широкой и глубокой грудью, широким туловищем умеренной длины и округлыми окороками. Живая масса взрослых хряков составляет 280—330 кг, длина туловища — 165—175 см, свиноматок — соответственно 200—220 кг и 155—160 см. За опорос от свиноматок получают 10 и более поросят. Голова средней величины; профиль слегка вогнутый; уши небольшие, направленные вперёд и вверх, реже немного свислые; грудь широкая; спина прямая, широкая, ноги крепкие, средней высоты, короче, чем у крупной белой породы; кожа эластичная, плотная, без складок, щетина густая, равномерно покрывающая туловище; масть в большинстве случаев чёрно-пёстрая, встречаются животные чёрной, чёрно-рыжей и рыжей масти.
Миргородские свиньи имеют следующие показатели: масса хряков в возрасте 36 месяцев — 275 кг, длина туловища — 170 см; масса свиноматок — 217 кг, длина туловища — 9,5 гол.,? молочность — 48 кг, многоплодие — 9,5 голов, масса гнезда в двухмесячном возрасте — 142 кг. В племенных заводах показатели миргородской породы выше: масса хряков — 296 кг, длина туловища — 179 см; масса маток — 238 кг, длина туловища — 162 см; многоплодие маток — 10,8 голов, молочность — 59 кг, масса гнезда в двухмесячном возрасте — 172 кг. Среднесуточный прирост молодняка на откорме составляет 670—700 г, выход мяса в туше — 54—55 %.

## Интересные факты
Сало миргородской породы свиней принято считать эталоном сала — в среднем оно имеет 4,5 см ширины и обладает высокими вкусовыми качествами. Ежегодно осенью (начало октября) в Миргороде проводится мясной фестиваль «Праздник миргородской свиньи», посвящённый породе.